# ماكس فوكس
ماكس فوكس (بالإنجليزية: Max Fox)‏ هو سياسي أسترالي، ولد في 27 أبريل 1912 في ملبورن في أستراليا، وتوفي في 27 نوفمبر 1988. حزبياً، نشط في الحزب الليبرالي الأسترالي. وقد انتخب عضو مجلس النواب الأسترالي عن دائرة Division of Henty ‏ (10 ديسمبر 1955 – 18 مايو 1974).